# 斯坦豪斯-莫澤表示法
斯坦豪斯-莫澤表示法，又稱斯坦豪斯-莫澤記號、斯坦豪斯-莫澤多邊形記號、多邊形記號，為利用多邊形來表示大數的一種表示法。此表示法由雨果·斯坦豪斯發明，後來李奧·莫澤擴展了該表示法。

## 斯坦豪斯的多邊形記號
斯坦豪斯多邊形記號的定義如下：
- = nn
- = 「n放進n個三角形中」
- = 「n放進n個正方形中」

斯坦豪斯使用這個符號定義了一些數：
- 被稱為Mega數。
- 被稱為Megiston數。

## 莫澤的多邊形記號
莫澤多邊形記號是斯坦豪斯多邊形記號的擴張，這個記號不使用圓形，而使用一般的多邊形。
- 、與斯坦豪斯的記號相同。
- = 「n放進n個正方形中」（= ）
- 一般來說，「n放進m邊形中」=「n放進n個m - 1邊形中」

而「2放進邊形中」則被稱為莫澤數。

## 中括號表示法
紐約大學的蘇珊·史蒂芬教授在自己的網站中使用以下替代符號：
- 「n放進p邊形中」使用{\displaystyle n[p]\,}來表示。（請注意：在本條目中，{\displaystyle [n]}都是表示某個數字放進正{\displaystyle n}邊形中，並不是第{\displaystyle n}級的超運算，為了避免搞混，第{\displaystyle n}級的超運算在本條目中是使用{\displaystyle n-2}個向上的箭號表示，請見高德納箭號表示法）
- {\displaystyle [\ldots ]}可以重複使用。例如，「『n放進q邊形中』放進p邊形中」可以表示為{\displaystyle (n[q])[p]\,}。
- 「n放進k個p邊形中」表示為{\displaystyle n[p]_{k}\,}。換句話說，{\displaystyle n[p]_{k}}可以定義為{\displaystyle n\underbrace {[p][p]...[p]} _{k}}。

多邊形記號可以使用這種表示法來定義：
- {\displaystyle =n[3]=n^{n}=n\uparrow \uparrow 2\,}
- {\displaystyle =n[4]=n[3]_{n}\,}
- {\displaystyle =\,}  {\displaystyle =n[5]=n[4]_{n}\,}
- 一般來說，{\displaystyle n[m]=n[m-1]_{n}=n\underbrace {[m-1][m-1]...[m-1]} _{n}\,}。

上面所使用的↑為高德納箭號表示法中的記號。
其他例子：
- {\displaystyle =n[3]_{4}}

斯坦豪斯和莫澤所定義的大數可如下表示：
- （Mega數）{\displaystyle =2[5]}
- （Megiston數）{\displaystyle =10[5]}
- 莫澤數 = {\displaystyle 2[2[5]]}

## 一些例子的計算

### 簡單的例子
- 2[3] = 22 = 4
- 2[4] = 2[3]2 = 2[3][3] = 4[3] = 44 = 256

### Mega數
= 2[5]
= 2[4]2
= 2[4][4]
= 256[4]
= 256[3]256
256[3]n所代表的值如下（n從1開始）：
{\displaystyle 256[3]=256^{256}}
{\displaystyle 256[3]_{2}=256[3][3]=\left(256^{256}\right)^{256^{256}}=256^{256}\uparrow \uparrow 2=256^{256\times 256^{256}}=256^{256^{257}}=(256\uparrow )^{2}257},
{\displaystyle 256[3]_{3}=256[3]_{2}[3]=256[3]_{2}\uparrow \uparrow 2=\left(256^{256^{257}}\right)^{256^{256^{257}}}=256^{\left(256^{257}\times 256^{256^{257}}\right)}=256^{256^{(257+256^{257})}}=(256\uparrow )^{2}\left(257+256^{257}\right)}
這個數字可以「近似」如下：
{\displaystyle 256[3]_{3}=256^{256^{257+256^{257}}}\risingdotseq 256^{256^{256^{257}}}=(256\uparrow )^{3}257}
這個近似值跟{\displaystyle 256[3]_{3}}實際上差了非常多倍：
{\displaystyle 256^{256^{257+256^{257}}}=\left(256^{256^{256^{257}}}\right)^{256^{257}}\gg 256^{256^{256^{257}}}}
通常人們會感覺這兩個數很近，其實差很遠。
類似地，
{\displaystyle 256[3]_{4}\risingdotseq \left(256^{256^{256^{257}}}\right)^{256^{256^{256^{257}}}}=256^{\left(256^{256^{257}}\times 256^{256^{256^{257}}}\right)}=256^{256^{(256^{257}+256^{256^{257}})}}\risingdotseq 256^{256^{256^{256^{257}}}}=(256\uparrow )^{4}257}
{\displaystyle 256[3]_{5}\risingdotseq 256^{256^{256^{256^{256^{257}}}}}=(256\uparrow )^{5}257}
這種「近似」方法也可以推展到所求的Mega數：
 {\displaystyle =256[3]_{256}\risingdotseq (256\uparrow )^{256}257}
如果再採用更簡化的「近似值」，可以推得：
 {\displaystyle \risingdotseq 256\uparrow \uparrow 257}
實際上，
 {\displaystyle \gg (256\uparrow )^{256}257\gg 256\uparrow \uparrow 257}
如果以10為底，則可表示成：
 {\displaystyle \approx (10\uparrow )^{255}\left(1.99\times 10^{619}\right)\approx (10\uparrow )^{256}\left(6.19\times 10^{2}\right)\approx (10\uparrow )^{257}\left(2.79\right)}
因此Mega數的範圍為：
{\displaystyle 10\uparrow \uparrow 257<}  {\displaystyle <10\uparrow \uparrow 258}

### Megiston數
= 10[5] = 10[4]10 = (10[4]9)[4]
通過類似於Mega數近似值的近似方法，可得：
{\displaystyle a[4]=a[3]_{a}\risingdotseq a\uparrow \uparrow (a+1)}
{\displaystyle a[4]\risingdotseq a\uparrow \uparrow (a+1)\risingdotseq a\uparrow \uparrow a\quad \mathrm {when} \ a\gg 1} (*)
將a換成10，可得：
{\displaystyle 10[4]=10[3]_{10}\risingdotseq 10\uparrow \uparrow 11}
{\displaystyle 10[4]_{2}=10[4][4]\risingdotseq (10\uparrow \uparrow 11)\uparrow \uparrow (10\uparrow \uparrow 11)}
下式為把開頭的10換成a，11換成b，後面的{\displaystyle 10\uparrow \uparrow 11}換成n之後的計算（其中a↑b = ab）：
{\displaystyle {\begin{aligned}(a\uparrow \uparrow b)\uparrow \uparrow n&=(a\uparrow \uparrow b)\uparrow ((a\uparrow \uparrow b)\uparrow \uparrow (n-1))\\&=(a\uparrow (a\uparrow \uparrow (b-1)))\uparrow ((a\uparrow \uparrow b)\uparrow \uparrow (n-1))\\&=a\uparrow ((a\uparrow \uparrow (b-1))\times (a\uparrow \uparrow b)\uparrow \uparrow (n-1))\\\end{aligned}}}
當a, b皆足夠大時：
{\displaystyle a\uparrow \uparrow (b-1)\ll (a\uparrow \uparrow b)\uparrow \uparrow (n-1)}
所以
{\displaystyle (a\uparrow \uparrow b)\uparrow \uparrow n\risingdotseq a\uparrow ((a\uparrow \uparrow b)\uparrow \uparrow (n-1))}
這是一個近似值。
此時重複上面的操作，直到n = 1為止：
{\displaystyle {\begin{aligned}(a\uparrow \uparrow b)\uparrow \uparrow n&\risingdotseq \underbrace {a\uparrow a\uparrow \cdots \uparrow a} _{n-1}\uparrow ((a\uparrow \uparrow b)\uparrow \uparrow 1)\\&=\underbrace {a\uparrow a\uparrow \cdots \uparrow a} _{n-1}\uparrow (a\uparrow \uparrow b)\\&\risingdotseq a\uparrow \uparrow ((n-1)+b)\end{aligned}}}
因此，當{\displaystyle n\gg b}時
{\displaystyle (a\uparrow \uparrow b)\uparrow \uparrow n\risingdotseq a\uparrow \uparrow n} (**)
這是一個近似值。
使用(**)式，可得{\displaystyle 10[4]_{2}}的近似值：
{\displaystyle 10[4]_{2}\risingdotseq 10\uparrow \uparrow (10\uparrow \uparrow 11)}
以下的近似值使用(*)和(**)式：
{\displaystyle 10[4]_{3}=10[4]_{2}[4]\risingdotseq (10\uparrow \uparrow (10\uparrow \uparrow 11))\uparrow \uparrow (10\uparrow \uparrow (10\uparrow \uparrow 11))\risingdotseq 10\uparrow \uparrow (10\uparrow \uparrow (10\uparrow \uparrow 11))=10\uparrow \uparrow 10\uparrow \uparrow 10\uparrow \uparrow 11=(10\uparrow \uparrow )^{3}11}
{\displaystyle 10[4]_{4}=10[4]_{3}[4]\risingdotseq 10\uparrow \uparrow 10\uparrow \uparrow 10\uparrow \uparrow 10\uparrow \uparrow 11=(10\uparrow \uparrow )^{4}11}
{\displaystyle 10[4]_{5}=10[4]_{4}[4]\risingdotseq 10\uparrow \uparrow 10\uparrow \uparrow 10\uparrow \uparrow 10\uparrow \uparrow 10\uparrow \uparrow 11=(10\uparrow \uparrow )^{5}11}
因此，
{\displaystyle 10[4]_{10}\risingdotseq 10\uparrow \uparrow 10\uparrow \uparrow 10\uparrow \uparrow 10\uparrow \uparrow 10\uparrow \uparrow 10\uparrow \uparrow 10\uparrow \uparrow 10\uparrow \uparrow 10\uparrow \uparrow 10\uparrow \uparrow 11=(10\uparrow \uparrow )^{10}11}
所以Megiston數大致等於：
 {\displaystyle \risingdotseq 10\uparrow \uparrow \uparrow 11}
然而，實際上近似值遠小於真正的Megiston數：
 {\displaystyle \gg (10\uparrow \uparrow )^{10}11\gg 10\uparrow \uparrow \uparrow 11}

### 莫澤數
莫澤數代表{\displaystyle 2[}{\displaystyle ]=2[2[5]]}。由於是相當巨大的數字，邊形幾乎跟圓沒有差別，因此採用莫澤多邊形記號是不可能畫出莫澤數的。
儘管是非常巨大的，跟相比來說仍是微不足道的。
提姆·周在1998年證明了下式 （页面存档备份，存于），可見莫澤數遠遠小於葛立恆數（因為下式中後者還比葛立恆數小很多）：
{\displaystyle M<3\rightarrow 3\rightarrow ((3\rightarrow 3\rightarrow 5)\times 2-1)}
利用高德納箭號表示法來準確表示莫澤數幾乎是不可能的，但是可以用近似值來表示。莫澤數近似於{\displaystyle 3\uparrow \uparrow \!\cdots \!\uparrow 3}（-2個箭號）。

## 外部連結
- Susan Stepney's Big Numbers （页面存档备份，存于）
- 埃里克·韦斯坦因. . MathWorld.